# مجمع‌الجزایر

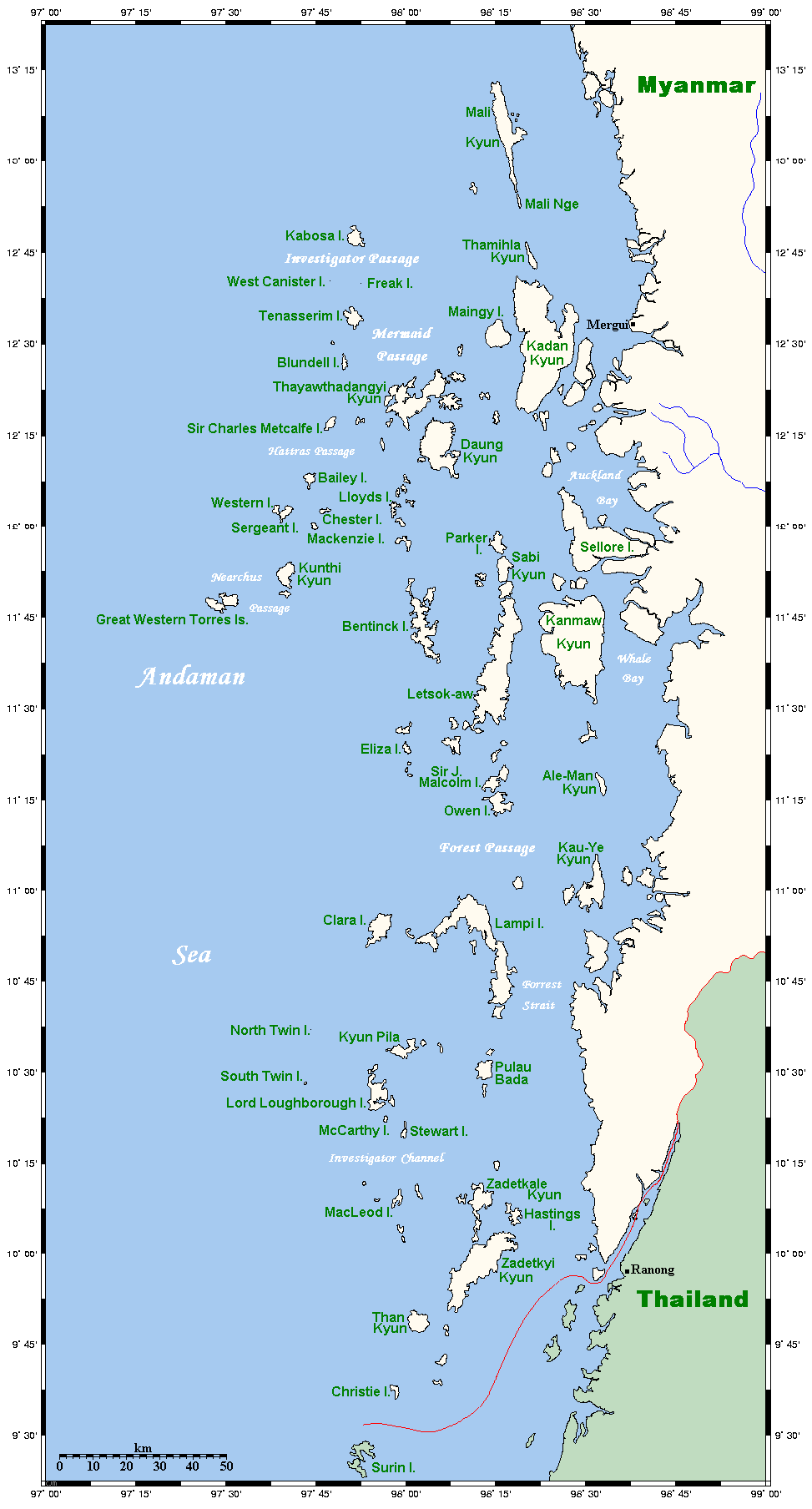
مجمع الجزایر مرگوی (Mergui)

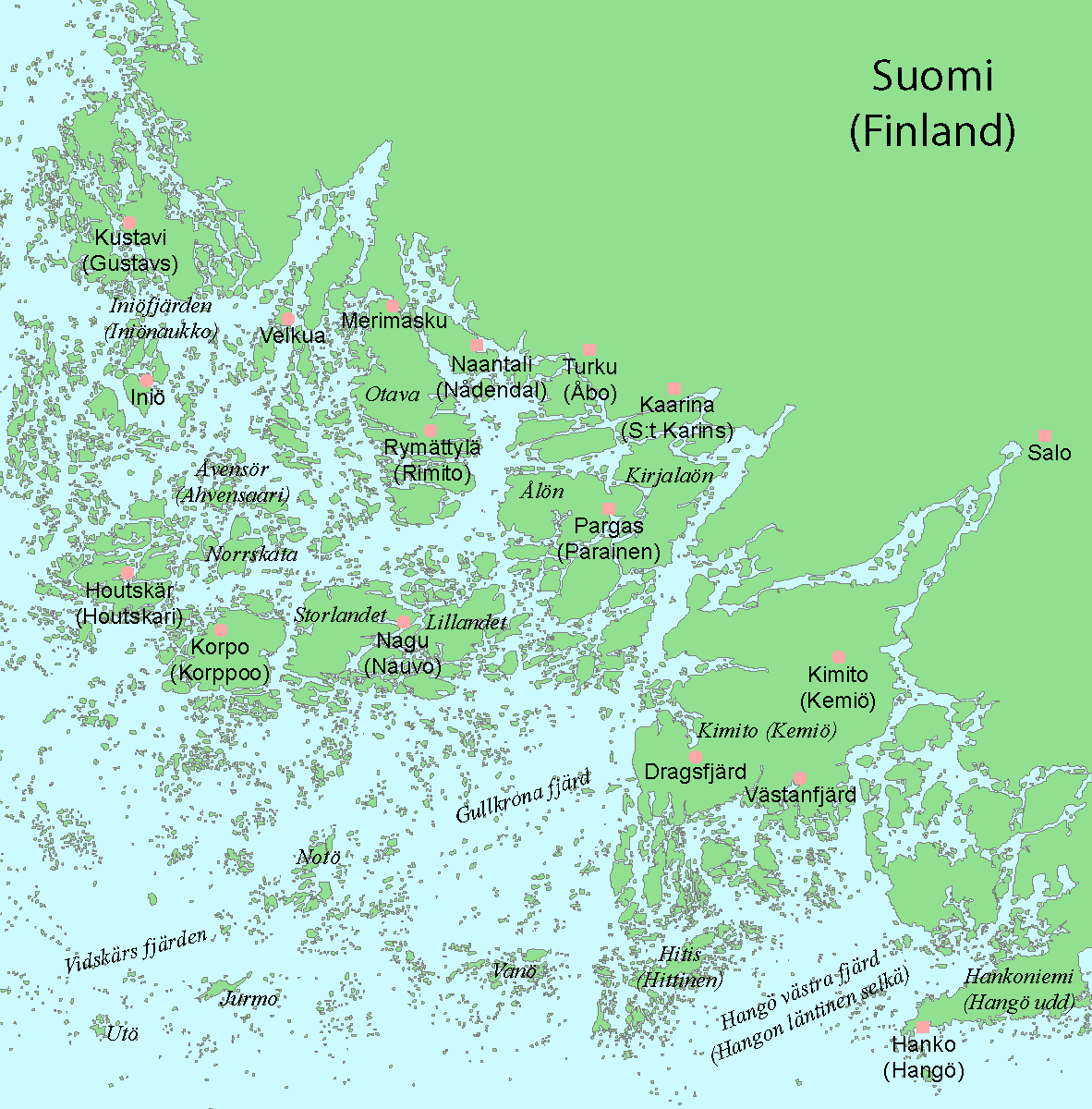
دریای مجمع الجزایر در فنلاند، بزرگ‌ترین مجمع‌الجزایر جهان از نظر تعداد جزیره‌ها

مجمع‌الجزایر یا «زنجیره جزیره‌گان» گروه یا زنجیره‌ای از جزیره‌ها است. به عبارت دیگر، مجمع‌الجزایر به‌شمار بسیاری جزیره در یک منطقه گفته می‌شود. زنجیره جزیره‌گان معمولاً در دریاهای آزاد یافت می‌شوند ولی گاهی هم ممکن است در کنار آن‌ها یک تکه زمین بزرگ نیز وجود داشته باشد؛ مثالی از این حالت اسکاتلند است که ۷۰۰ جزیره در پیرامون آن قرار دارند. مجمع‌الجزایرها اغلب آتشفشانی هستند و در درازای مناطق فرورانش یا تفتگاه‌ها تشکیل می‌شوند. اما فرآیندهای بسیار دیگری نیز ممکن است در تشکیل آن‌ها از جمله سایش و رسوب‌گذاری نقش داشته باشند.

## انواع
بسته به خاستگاه زمین‌شناسی، پیدایش جزایر را می‌توان به «جزایر اقیانوسی»، «قطعات قاره‌ای» و «جزایر قاره‌ای» تقسیم کرد. جزایر اقیانوسی به‌طور عمده، خاستگاه آتشفشانی دارند. قطعات قاره‌ای وابسته به یک تودهٔ زمین هستند که به دلیل جابجایی تکتونیکی از یک تودهٔ قاره‌ای جدا شده‌اند. به مجموعه‌ای از جزایر که در نزدیکی ساحل قاره تشکیل شده‌اند جزایر قاره‌ای می‌گویند. هنگامی که آن‌ها از همان فلات‌قاره را تشکیل شده باشند نمایانگر ویژگی‌های همان فلات‌قاره هستند.
اندونزی، فیلیپین، ژاپن و نیوزیلند، جزایر بریتانیا، باهاما، یونان، هاوایی، آزور و نیویورک نمونه‌های خوبی شناخته‌ای از مجمع‌الجزایر هستند. پرجمعیت‌ترین مجمع‌الجزایر جهان در اندونزی است. مجمع‌الجزایری که بیشترین جزیره را در خود دارد در ساحل شرق سوئد است. که به دومین مجمع‌الجزایر بزرگ جهان در فنلاند وصل می‌شود.